# ميغيل سانابريا
ميغيل سانابريا (بالإسبانية: Miguel Sanabria)‏ (11 نوفمبر 1964 في باراغواي - ) هو مدرب كرة قدم ولاعب كرة قدم باراغواياني في مركز الوسط. شارك مع منتخب باراغواي لكرة القدم. أما مع النوادي، فقد لعب مع أوليمبيا أسونسيون وسيرو بورتينيو ونادي بوليفار.

## وصلات خارجية
- ميغيل سانابريا على موقع قاعدة بيانات كرة القدم.إي يو (الإنجليزية)
- ميغيل سانابريا على موقع ناشيونال فوتبول تيمز (الإنجليزية)